# Favorite Girl
«Favorite Girl» (укр. Кохана дівчина) — пісня канадського співака Джастіна Бібера. Її написав і спродюсував D'Mile, а Анте Бірчетт, Анеша Бірчетт і Деліша Томас також брали участь в написанні пісні. Бібер презентував акустичну версію пісні на своєму офіційному каналі на YouTube після того, як американська кантрі попспівачка Тейлор Свіфт використала сингл Бібера «One Time» як фонову музику в одному зі своїх відеощоденників туру. Пізніше, пісня вийшла виключно в iTunes як другий промосингл дебютного студійного релізу My World 4 листопада 2009 року.
Пісня написана в середньому темпі і поєднує тін-поп і елементи R&B. Пісня дебютувала у на дванадцятій і двадцять шостій сходинці у чартах Канаді та США, відповідно. Він також зайняв дев'яносто другу позицію хіт-параду Австралії і посів сімдесят шосту і двадцять сьому сходинки в чартах Об'єднаного Королівства UK Singles Chart та UK R&B Chart. Бібер виконував пісню кілька разів, переважно, її акустичну версію, на розігріві концертного туру Тейлор Свіфт Fearless Tour.

## Створення
У серпні 2009 року кантрі-поп-співачка Тейлор Свіфт використала Біберову «One Time» як фонову музику та основну музику, свого відеощоденника, в якому вона та її друзі танцювали, який вона розміщувала на своєму офіційному каналі на YouTube. У відповідь на використання Свіфт його пісні, Бібер опублікував акустичну версію пісні «Favorite Girl», яка на той час ще не публікувалась, на своєму YouTube-каналі. На питання про те, як він дізнався, що Свіфт використовує його пісню, Бібер сказав: «Це було дуже кумедно, тому що я почув про це від фаната. Я подивився, і це було весело!» Бібер та Свіфт згодом зустрілися на премії MTV Video Music Awards 2009, і вона пізніше запросила його бути спеціальним гостем в її концертному турі Fearless Tour, під час виступів у Великій Британії.
Пісню написали Дернст "D'Mile" Еміль II, Анте Бірчетт, Анеша Бірчетт та Деліша Томас. Еміль також виступив продюсером. Пісня записана Блейком Ейзменом на студії Icon Studios в Атланті, штат Джорджія, де розпочалася кар'єра Бібера. Зведенням займалися Дейв Пенсадо та Джейкен-Джошуа Фавлер на студії Larrabee Studios у Північному Голлівуді, штат Каліфорнія. Пісня стала популярною темою у Твіттері у день випуску. «Favorite Girl» — це тин-поппісня, яка містить елементи R&B-музики. Відповідно до нотного листа, опублікованого на сайті Musicnotes.com компанії Universal Music Publishing Ltd., «Favorite Girl» має музичний розмір ціла нота (С) і помірний темп 88 ударів на хвилину. Написана в тональності мі мінор, а вокал Бібера охоплює діапазон від низької ноти G3 до високої ноти B4. Пісня має акордну прогресію C–Em–G.

## Позиції в чартах
Пісня дебютувала, короткостроково закріпившись в американському чарті Billboard Hot 100 та канадському Canadian Hot 100, оскільки вийшла лише в iTunes. Сингл дебютував у США на двадцять шостій сходинці хіт-параду 21 листопада 2009 року, і залишався там протягом двох тижнів. Того ж тижня він дебютував на п'ятнадцятому щаблі чарту Канаді, залишившись там також протягом двох тижнів. Пісня знову з'явилася в чарті Canadian Hot 100 9 січня 2010 року на дев'яносто дев'ятій сходинці. 2010 року пісня також з'являлася в британському чарті UK Singles Chart на сімдесят шостій позиції, а також у чарті UK R&B Chart.

## Виконання наживо
Бібер переважно виконував наживо акустичну версію пісні. Вперше він виконав пісню акустично, коли вдруге з'явився в Шоу Елен Дедженерес 3 листопада 2009 року, того ж дня, коли пісня вийшла в iTunes. MTV News похвалила цей виступ як «фанковим, божевільним, чутливою імпровізацією». Бібер виконував пісню в концертному турі Тейлор Свіфт Fearless Tour, під час зими 2009 року виступав на концертах Jingle Ball, в прямому ефірі на MTV, під час якого його назвали Виконавцем тижня MTV. Під час живого виступу на MTV він виконував пісню під час гри на клавішних. Джон Караманіка з Нью-Йорк таймс у своєму огляді акустичного виконання пісні на Z100 Jingle Ball 2009 назвав його найкращим виступом вечора.

## Чарти
| Чарт (2009–10)                     | Найвища позиція |
| ---------------------------------- | --------------- |
| Канада (Canadian Hot 100)          | 15              |
| Велика Британія (UK Singles Chart) | 76              |
| Велика Британія (UK R&B Chart)     | 27              |
| США (Billboard Hot 100)            | 26              |